# Banzai!
Banzai! (BANZAI!) — антология манги в жанре сёнэн, выпускавшаяся в Германии издательством Carlsen Verlag с ноября 2001 по декабрь 2005 года. Журнал бы учреждён в качестве немецкой версии популярного японского издания Shonen Jump компании Shueisha. Кроме манги, непосредственно заимствованной из Shonen Jump, в Banzai! печатались оригинальные немецкие комиксы, созданные под влиянием манги, в том числе Crewman 3. Также в журнале публиковались статьи для изучающих японский язык, новости из мира аниме и манги. Манга из журнала издавалась на немецком языке отдельными томами под маркой Banzai! präsentiert, а наиболее популярные серии — под Best of Banzai! («Лучшее Banzai!»). Ежемесячный тираж журнала составлял 130 тыс. экземпляров.

## История
Banzai! стал первым немецким журналом сёнэн-манги. В 2005 году его выход был прекращён в связи с отказом издательства Shueisha, владельцем прав на большую часть манги Banzai!, продлевать контракт с Carlsen Verlag. Некоторые серии впоследствии смогло приобрести немецкое подразделение Tokyopop. Манга, которая ранее выходила под Banzai! präsentiert, по-прежнему публикуется под этой маркой.

## Манга
| Название                                        | Автор                   | Первый номер     | Последний комер  |
| ----------------------------------------------- | ----------------------- | ---------------- | ---------------- |
| DNA²                                            | Масакадзу Кацура        | ноябрь 2001 г.   | март 2003 г.     |
| Hunter × Hunter                                 | Ёсихиро Тогаси          | ноябрь 2001 г.   | декабрь 2005 г.  |
| Naruto                                          | Масаси Кисимото         | ноябрь 2001 г.   | декабрь 2005 г.  |
| Sand Land (Sandland)                            | Акира Торияма           | ноябрь 2001 г.   | май 2002 г.      |
| One Piece — Rogue Town                          | Эйитиро Ода             | декабрь 2001 г.  | сентябрь 2002 г. |
| Shaman King                                     | Хироюки Такэи           | декабрь 2001 г.  | декабрь 2005 г.  |
| Neko Majin                                      | Акира Торияма           | июнь 2002 г.     | август 2002 г.   |
| Dr. Slump (Dr. Slump — Neues aus Pinguinhausen) | Акира Торияма           | июль 2002 г.     | январь 2003 г.   |
| Yu-Gi-Oh!                                       | Кадзуки Такахаси        | сентябрь 2002 г. | январь 2005 г.   |
| One Piece Red                                   | Эйитиро Ода             | апрель 2003 г.   | август 2003 г.   |
| Hikaru no Go (Hikaru No Go)                     | Юми Хотта, Такэси Обата | ноябрь 2003 г.   | декабрь 2005 г.  |
| Neko Majin Z                                    | Акира Торияма           | апрель 2004 г.   | июнь 2004 г.     |
| I"s                                             | Масакадзу Кацура        | февраль 2005 г.  | май 2005 г.      |
| Black Cat                                       | Кэнтаро Ябуки           | июнь 2005 г.     | август 2005 г.   |